# أدار (تغازوت)
أدار هي إحدى مشيخات المملكة المغربية، تتبع جغرافيا لعمالة أكادير إدا وتنان وإداريًا لتغازوت. يقدر عدد سكانها بـ 547 نسمة حسب الإحصاء الرسمي للسكان والسكنى لسنة 2004.